# Шелищ, Пётр Борисович
Пётр Борисович Шелищ (р. 1945) — российский политик и общественный деятель. Депутат Государственной думы четырёх созывов (1993—2007). Председатель Союза потребителей РФ, председатель совета директоров Союза участников потребительского рынка, член Экспертного совета при правительстве РФ.

## Биография
Родился 9 декабря 1945 года в Ленинграде, в семье инженера и изобретателя Б. И. Шелища (1908—1980).
1960—1962 — электромонтёр ремстройконторы Дзержинского района Ленинграда.
1962—1963 — электромонтёр завода «Светлана», Ленинград.
1962—1968 — студент Ленинградского политехнического института имени М. И. Калинина
1968—1972 — инженер Центрального научно-исследовательского института материалов, Ленинград.
1972—1975 — младший научный сотрудник Ленинградского отделения Института истории естествознания и техники АН СССР.
1975—1986 — младший научный сотрудник, старший научный сотрудник, научный сотрудник Института социально-экономических проблем АН СССР, Ленинград.
1986—1989 — старший научный сотрудник Северо-Западного филиал Российского отделения Всесоюзного научно-исследовательского и проектно-технологического института ЦСУ СССР, Ленинград.
1989—1989 — начальник отдела социальных разработок комсомольско-молодёжного объединения по социально-экономическому развитию Ленинградской области «Смена», Ленинград.
1989—1990 — директор Агентства социальной информации Предприятия по консультированию «Майнор-Нева», Ленинград.
С 1990 года — председатель Союза потребителей Российской Федерации.
1990—1992 — директор Агентства социальной информации, Ленинград.
1992—1994 — заведующий кафедрой управления социальной работой Северо-Западного кадрового центра при правительстве РФ, Санкт-Петербург.
Кандидат философских наук, доцент.
Депутат Государственной Думы Федерального Собрания Российской Федерации первого (по списку избирательного блока «Явлинский — Болдырев — Лукин»), 2—4 созывов (избирался как независимый кандидат по Центральному одномандатному избирательному округу № 211, Санкт-Петербург). Работал в комитетах по делам женщин, семьи и молодежи, по экономической политике, по делам ветеранов, по промышленности, строительству, транспорту и энергетике, по промышленности, строительству и наукоемким технологиям, по гражданскому, уголовному, арбитражному и процессуальному законодательству.
В Государственной Думе 1—2 созывов — член фракции «Яблоко», 3 созыва — член фракции «Отечество — Вся Россия», после её объединения с фракцией «Единство» — член фракции «Единая Россия» (3—4 созывы). На выборах 1999 года победил баллотировавшегося по тому же округу А. А. Собчака.

## Награды
- Медаль ордена «За заслуги перед Отечеством» II степени (25 июля 2006 года) — за активное участие в законотворческой деятельности и многолетнюю добросовестную работу[2].
- Орден «Содружество» (10 февраля 2006 года, Межпарламентская ассамблея СНГ) — за активное участие в деятельности Межпарламентской Ассамблеи и её органов, вклад в укрепление дружбы между народами государств — участников Содружества[3].